# Nerolo
Il nerolo è un alcool monoterpenico rintracciabile nell'olio essenziale di bergamotto, citronella, neroli e di altre piante appartenenti alla famiglia delle rutaceae.  Tale composto venne isolato per la prima volta dall'olio di neroli, da cui prese poi il nome.
Viene sovente utilizzato in profumeria per il soave odore di rosa che possiede.
Il suo isomero trans (o E) è il geraniolo.